# Pertlstein
Pertlstein là một đô thị thuộc huyện Feldbach trong bang Steiermark, nước Áo. Đô thị Pertlstein có diện tích 9,29 km², dân số cuối năm 2005 là 274 người.